# Jean-Claude Duvalier
Jean-Claude Duvalier —pronunciación en francés: /ʒɑ̃klod dzyvalje/; llamado Bébé Doc o Baby Doc (Puerto Príncipe, 3 de julio de 1951-Puerto Príncipe, 4 de octubre de 2014) fue un político y dictador haitiano que se desempeñó como presidente de Haití desde la muerte de su padre en 1971 hasta su derrocamiento en 1986, siendo el jefe de Estado más joven de la historia contemporánea, pues asumió el poder con tan solo 19 años de edad.

## Primeros años
Duvalier nació en Puerto Príncipe y se crio en un entorno aislado. Asistió al Nouveau College Bird y a la Institución Saint-Louis de Gonzague. Posteriormente, estudió Derecho en la Universidad de Haití bajo la dirección de varios profesores, entre ellos Gérard Gourgue.

## Presidente de Haití
Hijo de Simone Ovide y el dictador François Duvalier, más conocido como «Papa Doc», de acuerdo con la Constitución de 1964 accedió a la presidencia vitalicia tras la muerte de su padre en 1971. Ese mismo año creó el cuerpo de los Leopardos para contrarrestar el poder autónomo de la fuerza policial del régimen de su predecesor, los Tonton Macoute, pero con igual misión de mantener el terror entre la población. 
Su gobierno se caracterizó por luchas internas entre miembros de su propia familia y la influencia de su madre, junto con la postración de la economía haitiana, la galopante corrupción y la brutal represión hacia cualquier tipo de disidencia.
En 1980 se casó con Michèle Bennett, una mulata perteneciente a la élite haitiana, quien tuvo una gran influencia en su régimen. La boda de Duvalier y Bennett costó unos cinco millones de dólares.

### Políticas económicas
Haití vivió una gran estabilidad y desarrollo económico [cita requerida] durante su gobierno. Se reanudó el pago de la deuda, el turismo se  incrementó de manera significativa y llegó ayuda de EE. UU., Canadá y Francia. Las calles se mantenían limpias, la seguridad estaba garantizada, los servicios de alumbrado eléctrico no sufrían cortes, el desempleo era bajo y existía servicio de agua potable [cita requerida]. Por auspicio de su esposa [cita requerida] Michèle se construyeron hospitales, escuelas y comedores infantiles. No obstante, se rumoreaba que los parientes de la primera dama constituían una de las familias más corruptas del país. Su esposa Michèle era conocida por su obsesión de comprar de manera compulsiva artículos de lujo y joyería a cargo de las reservas del Estado.
En enero de 1981 recibió el espaldarazo de la visita de la ya por entonces premio Nobel de la Paz (1979), la religiosa católica Teresa de Calcuta, que acudió para recibir la Legión de Honor de manos de los Duvalier. La visita se desarrolló en un clima de gran cercanía con Michèle Duvalier, de quien declaró «nunca había visto entre los pobres y sus jefes de Estado una familiaridad como la que vi con ella. Fue una hermosa lección para mí».
En 2004, el Informe de Global Transparency incluyó a Duvalier entre los líderes políticos más corruptos del mundo, con una malversación de fondos públicos estimada entre 300 y 800 millones de dólares.

### Derrocamiento y exilio

Jean-Claude y Michèle Duvalier de camino al aeropuerto para huir del país, 7 de febrero de 1986.

Una insurrección acabó con la dictadura de los Duvalier el 7 de febrero de 1986, a raíz de la retirada del apoyo militar y económico de EE. UU. y del golpe de Estado encabezado por el general Henri Namphy.
Tras su derrocamiento, Duvalier y su familia se exiliaron en Francia, cuyo gobierno les dio asilo. Al principio Duvalier alquiló una villa en Mougins, donde su mujer Michèle continuó con su extravagante estilo de vida comprando vehículos de alta gama y asistiendo a fiestas de la alta sociedad francesa. La esposa de Duvalier era muy conocida en las boutiques más exclusivas del país, por ejemplo, hacía compras de 270.200 dólares en la conocida joyería Boucheron, 9.752 dólares en Hermès, 68.500 por un reloj y 13.000 dólares por hospedarse una semana en un hotel de París. 
Se exilió con una fortuna estimada en 900 millones de dólares, extraída de las arcas del Estado haitiano, una suma entonces superior a la deuda externa del país. A pesar de las reiteradas peticiones, nunca ha sido entregado a la justicia de su país. La familia Duvalier malversó el 80% de la ayuda económica concedida a Haití, pero supo utilizar su posición como aliado de sus amigos occidentales en la lucha contra el "peligro comunista".
En 1990 Duvalier y Michèle Bennett se divorciaron en la República Dominicana. La mayor parte de la fortuna de Jean-Claude Duvalier se la dejó a Bennett después del divorcio. Ese mismo año conoció a Veronique Roy. Roy es nieta de Paul Eugène Magloire, quien fuera Presidente de Haití entre 1950 y 1956.
En 2005 Duvalier anunció su intención de volver a Haití para postularse a las elecciones presidenciales de 2006 por el Partido Unidad Nacional, pero no pudo inscribirse en el colegio electoral. En 2007, en un mensaje grabado, dio un discurso en francés donde pidió públicamente perdón al pueblo haitiano por las atrocidades cometidas durante su régimen, pero en general fue desestimado por la mayor parte de las personalidades haitianas, incluyendo el presidente René Préval.

### Vuelta a Haití y arresto

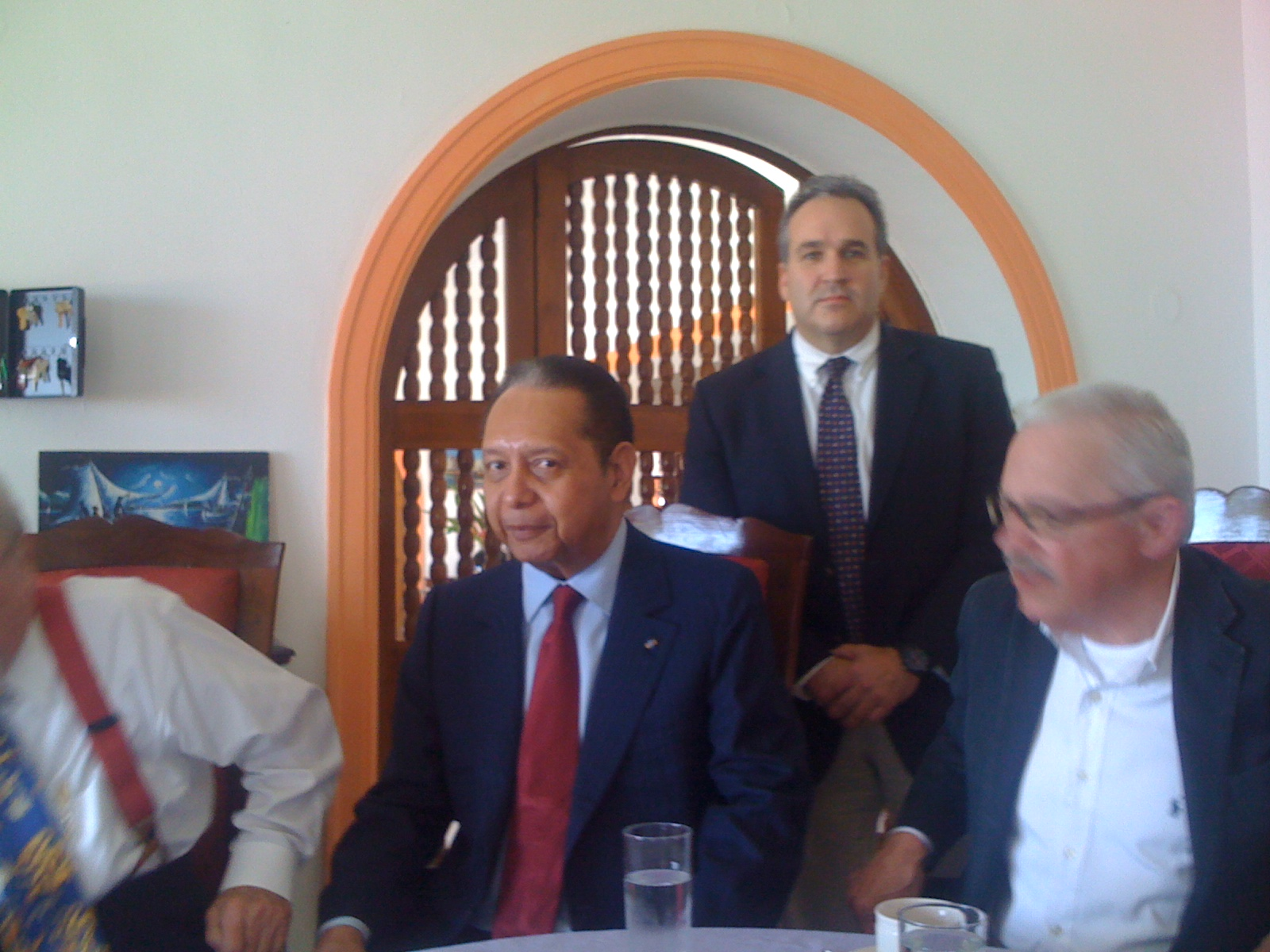
Jean-Claude Duvalier, centro, en Puerto Príncipe, en 2011.

El 16 de enero de 2011 regresó por sorpresa a Haití junto con su actual esposa Veronique Roy, siendo la primera vez en 25 años que Duvalier pisaba su país. Fue recibido en el aeropuerto por miles de personas que aún le eran leales. También se dijo que viajaba con pasaporte diplomático haitiano. Tras hospedarse brevemente en un hotel de Puerto Príncipe, «Baby Doc» fue conducido por las autoridades haitianas al Palacio de Justicia para ser interrogado. Después de unas horas volvió al hotel donde estaba alojado.
En febrero de 2013 un juez obligó a Jean-Claude Duvalier a comparecer por primera vez ante un tribunal haitiano por los crímenes durante su dictadura.

## Fallecimiento
El 4 de octubre de 2014 se anunció la muerte de Jean-Claude Duvalier en Puerto Príncipe, a los 63 años de edad, como resultado de un infarto de miocardio.
| Predecesor: François Duvalier | Presidentes de Haití 1971-1986 | Sucesor: Henri Namphy |